# Alison Shanks
Alison Shanks (ur. 13 grudnia 1982 w Dunedin) – nowozelandzka kolarka torowa i szosowa, dwukrotna mistrzyni świata.
Specjalizuje się w wyścigu na dochodzenie. Startowała w igrzyskach olimpijskich w 2008 w Pekinie, zajmując 4. miejsce w tej konkurencji. Pięciokrotna medalistka mistrzostw świata, w 2009 roku w Pruszkowie odniosła największy sukces, zostając mistrzynią świata w konkurencji indywidualnej. Ten wyczyn powtórzyła w Melbourne w 2012 roku. W 2006 roku zdobyła mistrzostwo Nowej Zelandii w kolarskim wyścigu szosowym.